# Bufo cryptotympanicus
Bufo cryptotympanicus — вид жаб родини Ропухові (Bufonidae).

## Поширення
Вид поширений у південній частині Китаю (провінції Гуансі і Гуандун) і на півночі В'єтнаму (в районі гори Фаншипан). Його природними місцями проживання є субтропічні або тропічні вологі рівнинні ліси, річки, болота, прісноводні болота і тимчасові прісноводні болота.  

## Опис
Жаба сягає близько 68 мм (2,7 дюйма) завдовжки.